# World Team Cup 2007
Der 30. World Team Cup 2007 fand zwischen dem 20. und 26. Mai 2007 in Düsseldorf statt. Das Turnier wurde von Argentinien gewonnen, das das Turnier zum dritten Mal gewann und die Nachfolge von Kroatien antrat. Es wurde ein Preisgeld von 2,08 Mio. US-Dollar ausgespielt. Supervisor der ATP war Mark Darby.
Die offizielle Mannschaftsweltmeisterschaft im Tennis wurde von der Spielerorganisation ATP vergeben und wurde 35 Jahre lang vom Düsseldorfer Rochusclub ausgerichtet. 2007 wurde der Vertrag mit der ATP um fünf Jahre bis 2012 verlängert.
Wegen finanzieller Schwierigkeiten wurde die Meisterschaft nach 2012 nicht mehr fortgeführt.

## Hauptrunde (Round Robin)

### Rote Gruppe

#### Tabelle
| Rang | Team               | Punkte | Matche | Sätze |
| ---- | ------------------ | ------ | ------ | ----- |
| 1    | Argentinien        | 2:1    | 6:3    | 13:8  |
| 2    | Chile              | 2:1    | 4:5    | 09:12 |
| 3    | Schweden           | 1:2    | 4:5    | 12:11 |
| 4    | Vereinigte Staaten | 1:2    | 4:5    | 09:12 |

#### Begegnungen
| Argentinien                          | Schweden                          | 2:1             |
| ------------------------------------ | --------------------------------- | --------------- |
| Juan Ignacio Chela                   | Robin Söderling                   | 1:6, 4:6        |
| José Acasuso                         | Jonas Björkman                    | 6:73, 7:67, 6:3 |
| Agustín Calleri / Juan Ignacio Chela | Jonas Björkman / Thomas Johansson | 6:4, 4:6, 10:6  |

| Vereinigte Staaten     | Chile                         | 1:2       |
| ---------------------- | ----------------------------- | --------- |
| James Blake            | Fernando González             | 4:6, 5:7  |
| Mardy Fish             | Nicolás Massú                 | 4:6, 6:71 |
| Mike Bryan / Bob Bryan | Jorge Aguilar / Julio Peralta | 6:1, 6:2  |

| Vereinigte Staaten     | Argentinien                          | 2:1           |
| ---------------------- | ------------------------------------ | ------------- |
| James Blake            | Agustín Calleri                      | 2:6, 6:3, 6:4 |
| Mardy Fish             | José Acasuso                         | 5:7, 4:6      |
| Mike Bryan / Bob Bryan | Agustín Calleri / Juan Ignacio Chela | 6:2, 6:1      |

| Chile                             | Schweden                          | 2:1            |
| --------------------------------- | --------------------------------- | -------------- |
| Fernando González                 | Robin Söderling                   | 4:6, 7:5, 6:4  |
| Nicolás Massú                     | Jonas Björkman                    | 7:5, 6:76, 6:0 |
| Fernando González / Nicolás Massú | Jonas Björkman / Thomas Johansson | 7:5, 3:6, 7:10 |

| Argentinien                        | Chile                         | 3:0      |
| ---------------------------------- | ----------------------------- | -------- |
| Juan Ignacio Chela                 | Fernando González             | 6:3, 7:5 |
| José Acasuso                       | Nicolás Massú                 | 6:3, 6:4 |
| Agustín Calleri / Sebastián Prieto | Jorge Aguilar / Julio Peralta | 6:4, 7:5 |

| Vereinigte Staaten     | Schweden                           | 1:2      |
| ---------------------- | ---------------------------------- | -------- |
| James Blake            | Robin Söderling                    | 3:6, 3:6 |
| Mike Bryan             | Johansson                          | 3:6, 3:6 |
| Mike Bryan / Bob Bryan | Thomas Johansson / Robin Söderling | 6:2, 6:1 |

### Blaue Gruppe

#### Tabelle
| Rang | Team        | Punkte | Matche | Sätze |
| ---- | ----------- | ------ | ------ | ----- |
| 1    | Tschechien  | 3:0    | 7:2    | 15:5  |
| 2    | Spanien     | 2:1    | 6:3    | 13:7  |
| 3    | Deutschland | 1:2    | 4:5    | 08:11 |
| 4    | Belgien     | 0:3    | 1:8    | 04:17 |

#### Begegnungen
| Deutschland                        | Belgien                       | 3:0           |
| ---------------------------------- | ----------------------------- | ------------- |
| Philipp Kohlschreiber              | Olivier Rochus                | 6:3, 1:6, 6:1 |
| Florian Mayer                      | Kristof Vliegen               | 3:6, 3:6      |
| Michael Kohlmann / Alexander Waske | Olivier Rochus / Steve Darcis | 7:64, 7:5     |

| Tschechien                  | Spanien                              | 2:1            |
| --------------------------- | ------------------------------------ | -------------- |
| Tomáš Berdych               | David Ferrer                         | 1:6, 3:6       |
| Jan Hájek                   | Bartolomé Salvá Vidal                | 6:2, 6:4       |
| Tomáš Berdych / Martin Damm | David Ferrer / Bartolomé Salvá Vidal | 5:7, 6:3, 10:8 |

| Deutschland                        | Spanien                                 | 1:2       |
| ---------------------------------- | --------------------------------------- | --------- |
| Philipp Kohlschreiber              | David Ferrer                            | 3:6, 5:7  |
| Florian Mayer                      | Nicolás Almagro                         | 4:6, 4:6  |
| Michael Kohlmann / Alexander Waske | Nicolás Almagro / Bartolomé Salvá Vidal | 7:63, 6:3 |

| Tschechien                  | Belgien                       | 2:1            |
| --------------------------- | ----------------------------- | -------------- |
| Tomáš Berdych               | Olivier Rochus                | 6:3, 6:0       |
| Jan Hájek                   | Kristof Vliegen               | 7:67, 6:4      |
| Tomáš Berdych / Martin Damm | Olivier Rochus / Steve Darcis | 4:6, 6:3, 7:10 |

| Tschechien                  | Deutschland                        | 3:0       |
| --------------------------- | ---------------------------------- | --------- |
| Tomáš Berdych               | Philipp Kohlschreiber              | 6:3, 6:2  |
| Jan Hájek                   | Florian Mayer                      | 7:64, 6:2 |
| Tomáš Berdych / Martin Damm | Benjamin Becker / Michael Kohlmann | 6:4, 6:4  |

| Spanien                              | Belgien                       | 3:0            |
| ------------------------------------ | ----------------------------- | -------------- |
| David Ferrer                         | Olivier Rochus                | 6:3, 6:4       |
| Nicolás Almagro                      | Kristof Vliegen               | 6:2, 6:1       |
| David Ferrer / Bartolomé Salvá Vidal | Olivier Rochus / Steve Darcis | 6:3, 3:6, 10:8 |

## Finalrunde

### Argentinien – Tschechien 2: 1
| Juan Ignacio Chela | – | Tomáš Berdych  | 6:3, 3:6, 6:75 |
| Agustín Calleri    | – | Jan Hájek      | 6:3, 6:1       |
| Calleri / Acasuso  | – | Berdych / Damm | 2:6, 6:4, 10:4 |

| Sieger des ARAG World Team Cup 2007 |
| ----------------------------------- |
| Argentinien Dritter Turniergewinn   |

## Zeichenerklärung
- Q = Qualifikant
- WC = Wild Card
- LL = Lucky Loser
- r. = Aufgabe (retired)
- w.o. = Nicht angetreten (walkover)